# Marie Ciocca
Marie Ciocca (Filadelfia, 24 luglio 1929 – Cagliari, 20 agosto 1968) è stata la Bahai italoamericana che introdusse per la prima volta in Sardegna la Fede Bahai, fondata da Bahá'u'lláh.
L'azione missionaria di Marie si svolse nell'ambito del Piano Decennale di sviluppo della fede voluto da Shoghi Effendi.
Durante il suo soggiorno sardo sposò James Holmlund, un altro Bahai di origine americana, da cui ebbe due figli, Dorothy Angeline e Michael Ugo.

## Biografia
Marie Ciocca nacque in una famiglia di emigranti italiani, sia il padre, Michele, che la madre, Philomena de Francesco si erano trasferiti dal Molise a Philadelphia, negli USA, ancora prima di sposarsi.
Ricevette la prima formazione pedagogica presso una struttura protestante, che contribuì fortemente a formarle il carattere, mentre la comunione con parecchi adolescenti, di diversa provenienza, con cui socializzava le svilupparono il senso dell'eguaglianza degli esseri umani, pur nella loro diversità.
Dopo avere completato l'high school e acquisito il relativo diploma frequentò un corso di segretaria che la portò a svolgere un periodo di apprendistato presso l'ufficio di Elwood Revell, appartenente a una famiglia bahai che aveva ospitato nella propria casa ‘Abdu’l-Bahá, l'allora leader della religione bahai, durante i suoi diversi viaggi nel continente americano effettuati all'inizio del XX secolo, (1912).
La frequentazione della famiglia Revell e particolarmente delle sorelle di Elwood, Jesse ed Ethel, che ne avevano intuito la sensibilità, le permise di conoscere gli insegnamenti bahai e la condusse alla loro accettazione.
Marie abbracciò la fede bahai nel 1949 all'età di diciannove anni.

## Cavaliere di Bahá'u'lláh

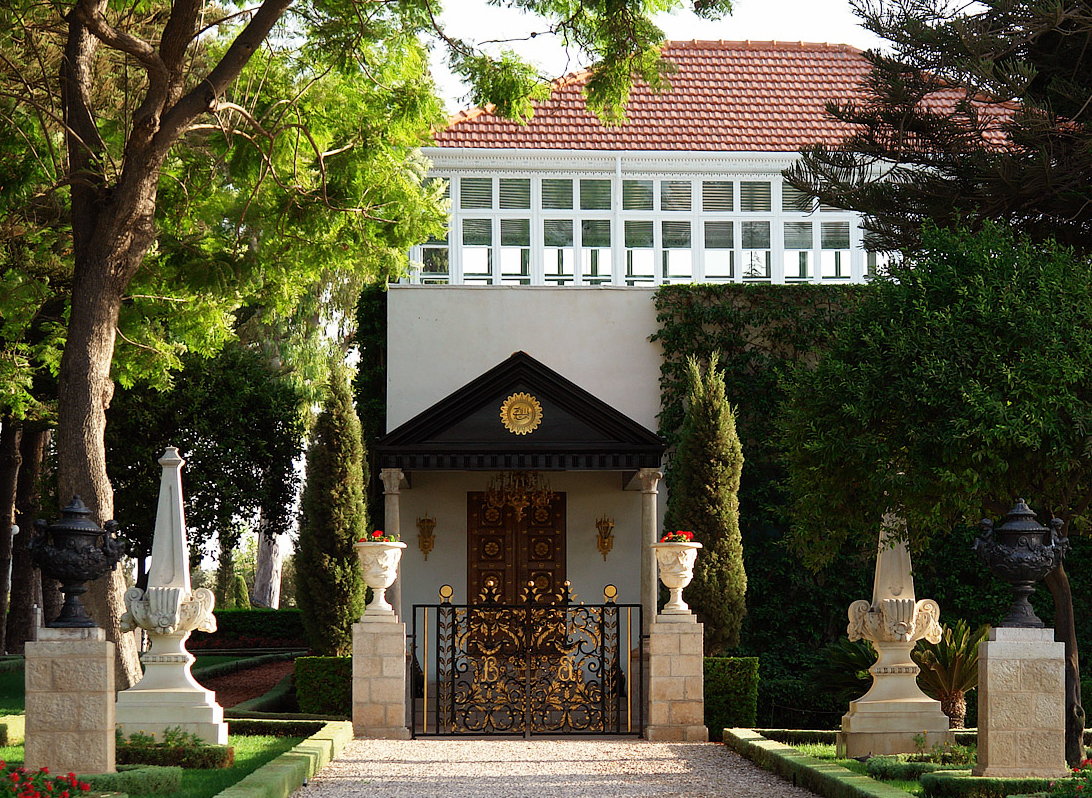
Mausoleo di Bahá'u'lláh

Dopo avere studiato e assorbito i principi bahai maturò il desiderio di condividerli e diffonderli presso gli altri.
Accettò con entusiasmo, nel 1953, l'invito di Shoghi Effendi a partecipare al piano di diffusione della fede bahai e a recarsi, quale pioniere, in una località non ancora toccata dalla fede stessa.
Nell'ottobre del 1953 Marie raggiunse Cagliari, in Sardegna, la regione assegnatale, dove iniziò la sua attività missionaria pur tra diverse difficoltà, non ultima la lingua.
Nello stesso anno fu nominata da Shoghi Effendi Cavaliere di Bahá'u'lláh e il suo nome fu inserito nella Lista d'Onore deposta, poi, da Rúhíyyih Khanum, il 28 maggio 1992, all'ingresso del Mausoleo di Bahá'u'lláh nel Centro mondiale Bahai, in Israele.

## Pioniere in Sardegna
Appena ventiquattrenne, alle prese con una cultura a lei estranea e con una lingua della quale conosceva solo poche parole, Marie iniziò la sua missione in Sardegna con umiltà ma con determinazione, forte dell'incoraggiamento di Shoghi Effendi e del sostegno morale della Mano della Causa Ugo Giachery che spesso le rese visita e al quale era legata da un rapporto d'affetto filiale.
L'impatto con la nuova e diversa realtà sociale, quella sarda dei primi anni ’50, tanto lontana da quella statunitense, rese l'inizio della sua missione particolarmente difficile.
Gli ostacoli incontrati non furono solo linguistici ma anche socioculturali, propri di una società chiusa in un isolamento subìto più che scelto, e dove l'orgoglio delle vecchie tradizioni si scontrava con il nuovo modo di pensare, specialmente con quello rappresentato da Marie.
Fu in quella società, ancora lontana dal tumultuoso sviluppo turistico-economico che l'avrebbe investita negli anni ’70, che Marie si trovò coinvolta,  ancora giovane donna, da sola e senza alcun iniziale supporto logistico.
La sua azione, pionieristica per l'epoca e per il luogo, portò, nel 1966, all'accettazione della religione bahai dei primi sardi e alla successiva costituzione in Sardegna di una comunità bahai, tuttora vitale.
La dedizione di Marie Ciocca alla diffusione del messaggio portato da Bahá'u'lláh fu totale e continua, anche nell'ultimo periodo della sua vita quando la malattia, che l'aveva colpita, preludeva al trapasso.
Fu nel dicembre del 1967 che le fu diagnosticata una grave malattia, che la condusse, nell'agosto del 1968, al decesso.
I resti mortali di Marie Ciocca Holmlund sono sepolti nel cimitero di Cagliari.